# جوان إم. ماغواير
جوان إم. ماغواير (بالإنجليزية: Joanne M. Maguire)‏ (ولدت في شهر كانون الثاني من عام 1954) هي مهندسة ومديرة تنفيذية أمريكية سابقة، حيث عملت في منصب نائب المدير التنفيذي في شركة لوكهيد مارتن سبيس سيستمز بين عامي 2006 و2013. كما كانت ماغواير رئيسة في شركة لوكهيد مارتن، وهي أول مرأة تشغل هكذا منصب. كما دخل اسمها ضمن لائحة شرف كولورادو للنساء عام 2014.

## سيرتها الذاتية
ولدت ماغواير في شهر كانون الثاني من عام 1954 في ولاية كونيتيكت الأميركية. وكان لماغواير 11 أخاً وأختاً، وعائلتها من أصل إيرلندي ، وكان والدها مايكل إف. ماغواير مهندس فضاءٍ جوي لدى شركة “برات آند ويندي” التابعة لشركة “يونايتد آيركرافت”.
درست ماغواير الهندسة الكهربائية في جامعة ميشيغان، وتخرجت بشهادة بكالوريوس ، وكانت أيضاً عضوة في الكلية الفخرية التابعة للجامعة. ولاحقاً، تخرجت ماغواير من جامعة كاليفورنيا بعد حصولها على درجة الماستر في الهندسة. ثم ذهبت إلى كلية إدارة الأعمال في جامعة كاليفورنيا لوس أنجيلوس، حيث تخرجت هناك من البرنامج التنفيذي في إدارة الأعمال، وأكملت دراسة البرنامج التنفيذي الأمن الوطني والدولي من جامعة هارفارد.
عملت ماغواير لدى شركة TRW (تي آر دبليو) عام 1975، واصبحت مسؤولة عن المناصب الإدارية والتقنية في الشركة. وكان مجال عملها الرئيسي هو تصميم أنظمة الفضاء والمشروعات التنموية. فأصبحت ماغواير لاحقاً نائب رئيس تطوير الأعمال، وذلك في شهر كانون الثاني من عام 2000.
أشرفت ماغواير على وضع خطة عمل لشركة (تي آر دبليو)، وتطوير البرامج والتسويق والتواصل، والتنمية التقنية والاستثمار الاستنسابي. لكنها تنحت من منصبها في آذار عام 2003. ثم عملت مع شركة لوكهيد مارتن سبيس سيستمز في الشهر الذاته، وشغلت هناك منصب نائب رئيس البرامج الخاصة لـ 4 أشهر.
شغلت ماغواير منصب نائب الرئيس التنفيذي في شهر تموز من عام 2003، وكانت بذلك أول امرأة تشغل هكذا منصب، وأول امرأة تشغل منصب رئيس في شركة لوكهيد مارتن. حيث أصبحت نائبة رئيس لوكهيد مارتن سبيس سيستمز عام 2006. وأشرفت على عدد من بعثات استكشاف الفضاء، وتطوير وإنتاج أنظمة رحلات الفضاء الماهولة، والأقمار الصناعية التي تتنبأ بالمناخ. لكنها غادرت الشركة في شهر أيار من عام 2013.

## الأوسمة والأثر الذي خلفته
ساهمت ماغواير في زيادة عدد النساء في المناصب القيادية والتنفيذية، كما ساهمت في زيادة عددهن ضمن مجموع الموظفين في شركة أنظمة الطيران (سبيس سيستمز). كما أصبحت مثالاً يحتذى به ومعلمةً بالنسبة للنساء الأصغر سناً. وكانت ماغواير أول امرأة تحصل على جائزة أجنحة فون كارمن الدولية التي يمنحها معهد كاليفورنيا للتكنولوجيا، وذلك عام 2010. وصنفتها مجلة (فورتشن Fortune) في المرتبة الحادية والثلاثين ضمن قائمة تضم 50 شخصية من أقوى نساء العالم في مجال الأعمال لعام 2012. وبالمناسبة، صنفتها المجلة نفسها ضمن قائمة أقوى نساء العالم في مجال الصناعة في عامي 2006 و2007، وكذلك صنفتها مجلة (كوربوريت بورد ميمبر) ضمن أفضل النساء في مجال التكنولوجيا عام 2008. كما كرمتها شركة Girls (غيرلز) عن إنجازاتها باعتبارها “قائدة ومثالاً يحتذى به بالنسبة للنساء اليافعات” في العام ذاته، وحصلت على جائزة القيادة الإبداعية الممنوحة من طرف “نساء في الفضاء” عام 1999. وهي واحدة من النساء القليلات اللواتي حصلن على مرتبة “زمالة” من طرف المعهد الأميركي لعلوم الطيران والملاحة الفضائية. كما دخل اسمها ضمن لائحة شرف كولورادو للنساء عام 2014.